# Valerio Pisano
Valerio Pisano (Cagliari, 14 maggio 1910 – Cagliari, 28 marzo 1996) è stato un ceramista, incisore e pittore italiano.
Pisano è entrato nella storia dell’arte come incisore ancor prima che attraverso l’opera pittorica.

## Biografia
Valerio Pisano nacque nel 1910 a Cagliari, settimo di otto figli di Giuseppe Pisano e
Francesca Fannì Carta. Giovane impulsivo e irrequieto, non si intimoriva
davanti alle ingiustizie, quando all’età di dieci anni, viene accusato
ingiustamente di aver orinato il banco di scuola e colpito dal maestro con il
righello, reagisce lanciando il calamaio colmo d’inchiostro contro il maestro,
la qualcosa gli comportò la sospensione per
anni da tutte le scuole del Regno d’Italia.
La sua formazione artistica inizia con la pratica presso il laboratorio del
ceramista Federico Melis e dopo in quello di Francesco Ciusa, dove comincia a compiere i primi passi ed a manifestare la sua predisposizione per la manualità sulla creta ed il disegno. Nei primi anni trenta inizia a lavorare autonomamente, aprendo il suo primo laboratorio dove cominciò a creare le prime opere in ceramica. Qualche anno più tardi fece la prima mostra dove ebbe un notevole successo vendendo tutte le ceramiche a Umberto II di Savoia. Negli stessi anni contestualmente all’ormai avviata attività artistica di ceramista , riprende privatamente gli studi e si diploma presso il
Liceo Artistico di Roma. Le sue ceramiche vengono accolte con grande plauso dal pubblico e dalla critica che si stupisce per la sua maestria, ma purtroppo deve fare i conti e combattere con i suoi mezzi rudimentali che a volte sfornano opere perfettamente vetrificate ma troppo spesso sfornano sorprese fallimentari. 
Nel 1939 inizia l’insegnamento del disegno presso le scuole medie, ed assistente alla cattedra di Ingegneria nell'Università di Cagliari, ma la sua anima artistica non viene abbandonata e ben presto negli stessi anni, oltre l’attività di insegnamento, realizza le prime opere ad acquarello, ad olio e dell’incisione la quale lo porterà ad un sodalizio che durerà per oltre trent’anni e ad essere uno degli artisti più apprezzati in tale disciplina. La sua arte dopo aver lasciato la puntasecca per il pennello, non si discostò dalle linee guida della sua espressione artistica. Artista non consono agli ambienti culturali, il suo credo consisteva nella purezza del sentire; incontaminato da pericolose correnti, per ciò semplice e sempre attuale.

## L'attività artistica
La sua particolare tecnica incisoria figurativa, attraverso uno spiccato valore chiaroscurale da la percezione di vedere il colore nelle sue incisioni.
La rivista critica d’arte ‘Rinnovamento’ inserì Pisano fra i grandi incisori; un elenco che comprendeva nomi quali Buffet e Matisse, Treccani, Sassu, Picasso e Severini. Difficile è piuttosto catalogare l’originalità della sua arte, parte della critica colloca Pisano nella corrente espressionista, e un'altra parte surrealista.
Per molti anni la drammaticità dei toni scuri prevalenti sui chiari ha caratterizzato le sue creazioni (acquarelli prima, oli in seguito) rivelando l’influenza della tecnica dell’incisione ma
anche le indubbie spinte caratteriali. Poi il colore cupo ha cominciato a
illuminarsi, finendo per cedere a luci ed ombre decisamente brillanti e
gioiose, una metamorfosi che egli stesso attribuì all’età: “la vecchiaia mi ha
ringiovanito”.

## La ceramica
L’avvio della propria produzione, viene accolta con grande plauso dal
pubblico e dalla critica, presenta i suoi lavori composti da bassorilievi,
mattonelle e statuette. Alcune sue opere verranno distribuite dalla Lenci ceramica. Egli
abbandona come ispirazione le tradizioni popolari della propria terra, i
soggetti riportati nelle proprie opere hanno un'impronta di modernità
ed eleganza, con una stilizzazione delicata e moderna di colori e delle figure. Sebbene l’artista mostra un legame sempre più marcato a soggetti religiosi con una spiccata predisposizione per la rappresentazione di figure sacre, riceve la severa critica da parte cattolica per quelle figure sacre
trattate con troppa modernità , tuttavia gli si riconosce il merito di aver ridato vita alla ceramica in grande stile.

## L’incisione Puntasecca
Valerio Pisano attribuisce mediante la sua puntasecca, un valore chiaroscurale attraverso il quale e'possibile vedere il colore nell’incisione. La sua arte è un bilanciamento tra espressionismo
e surrealismo.
Le sue opere sono intrise di drammaticità che dà alle sue figure un tema di
statica ed immobile sofferenza.

## La pittura
La sua pittura da principio si è rifatta alle esperienze paesaggistiche di
anni precedenti all'incisione; ma poi, al contrario, la pittura ha cercato di
ripetere in cadenzati accordi cromatici, quali il bianco , il nero e del grigio;
e come per trasferire sulla tela la ben ritmata armonizzazione dei moduli
compositivi delle incisioni. Le sue opere sono intrinse dei drammi dell'umanità più afflitta, il suo pennello è intriso di tristezza; ma è una tristezza soffusa di speranza.

## Gli ultimi lavori e Il periodo degli azzurri
Durante la sua lunga carriera le sue opere pittoriche sono state
caratterizzate da colori uniformi e cupi, poi via via con il l’avvicinarsi della
maturità le sue opere riacquistano una seconda giovinezza, abbandonando le
tinte rugginose e fuligginose, per dar spazio ad un'esplosione di colori come
il verde il giallo il turchino dando una vivacità ed un'espressione gioviale
alle sue ultime opere .

## Opere presso Musei e Pinacoteche
- Cagliari: Gabinetto delle Stampe (Università) Galleria comunale d’arte di Cagliari
- Firenze: Pinacoteca dell’Arcivescovado & Galleria degli Uffizi (collezione delle Stampe)
- Bruxelles: Gabinetto delle Stampe
- Stoccarda: Gabinetto delle stampe
- Cracovia: Pinacoteca di Cracovia
- Verona: Archivio storico delle Stampe

## Critici che hanno scritto sulla sua attività artistica
Appollonio V. – Argan C.G.L. – Barghellini P. – Alvas gonzales Alessandro Baggio E. – Benvenuti Polidoro. – Biancale B. – Bianchi A. – Biason R. Borghese L. – Ciardi Duprè. – Comanducci A.M. 
Dessi G.- Dessi Nicola. – Fiori V. – Fossati I. – Guzzi V. – Lopez F. – Maggiore D. – Manca P.A. Gabriele Mandel. – Marlotti A. – Marussi G. – Masala F.  – Monteverdi M. – Millet – Nence Rebin. Neuritz – Riccardi P. – Sciortino Giuseppe. – Serra Marcello. – Sarvolini L. _ Spinelli L. 
Striglia G. – Tischeider G.B. – Trumm – Urbanek Walter. – Valle Nicola. – Valsecchi M. - Zanzi E
Riccardi P. – Kunieger K. Stadt. – Kutaens U. – Marsan Corrado. – Campana Michele. – Hoder Claro Grassi. – Enrico Endrich. – Nino Lanouz. – Italo Carlo Sesti. – Renato Civello. – Dino Sanna (Rai). – Vittorio Sgarbi – Manunza Mauro. – Martino Casalini.

## Mostre nazionali e internazionali
- 1932 Cagliari, Galleria d’Arte Palladino
- 1944 Reggio Emilia, Mostra Nazionale delle Incisioni
- 1949 Venezia, Mostra d’Arte Moderna
- 1959 Milano, Mostra Nazionale delle Incisioni
- 1967 Firenze, Mostra personale nella << Case di Dante >>
- 1970 Cagliari, Dono a Papa Paolo VI (Incisione << Madonna di Bonaria >>)
- 1973 Assisi, Incisione concorso delle Laudi di S. Francesco (2º Premio)
- 1988 Roma, Galleria Il Canovaccio – Studio del Canova

## Mostre internazionali
- 1953 Francia - Parigi, Lione,  Mostra Internazionale delle Incisioni
- Spagna - Gijon, Siviglia, Madrid, Mostra degli Incisori Sardi
- Svezia - Stoccolma, Mostra degli Incisori Italiani
- Svizzera - Berna, Zurigo, Mostra degli Incisori Sardi a cura della Regione Autonoma della Sardegna.
- 1962 Mexico - Città del Messico, Mostra degli Incisori Italiani
- 1967 Danimarca - Copenaghen, Odense,  Mostra Internazionale Incisioni.
- 1987 Polonia - Cracovia, Artisti Italiani in Polonia, sono state raccolte 16 incisioni, 4 olii nella Pinacoteca di Cracovia.